# Жданов, Игорь Николаевич (шахматист)
И́горь Никола́евич Жда́нов (латыш. Igors Ždanovs; 27 июля 1920, Цесвайне, Латвия — 25 декабря 1996, Рига, Латвия) — латвийский и советский шахматист, мастер спорта СССР (1964). Шахматный журналист и философ.

## Карьера шахматиста
Игорь Жданов начал играть в шахматы в возрасте восьми лет и продолжал до своей смерти. Он был шахматным тренером, журналистом и организатором соревнований.
Игорь Жданов закончил 1. Рижскую гимназию в 1938 году и поступил в Латвийский университет, чтобы изучать немецкую философию.
В возрасте 18 лет Игорь Жданов выиграл чемпионат Риги по шахматам, а потом, во время Второй мировой войны, и чемпионат Латвии по шахматам в 1943 году.
После Второй мировой войны он дважды занял второе место на чемпионате Латвии по шахматам (1948, 1964), и получил звания мастера спорта в 1964 году.
Игорь Жданов представлял команду Латвии на командном первенстве СССР в 1953 году и латвийскую команду «Даугава» на командном кубке СССР в 1964, 1968 и 1974 годах.
Участник 4-го чемпионата СССР по заочным шахматам (1957—1960).